# لمبرت راد
لمبرت راد (انگلیسی: Lambert Redd; ۱۸ فوریهٔ ۱۹۰۸ – ۱ فوریهٔ ۱۹۸۶) ورزشکار دو و میدانی اهل ایالات متحده آمریکا بود.